# Cam York
Cameron „Cam“ York (* 5. Januar 2001 in Anaheim, Kalifornien) ist ein US-amerikanischer Eishockeyspieler, der seit März 2021 bei den Philadelphia Flyers in der National Hockey League unter Vertrag steht und dort auf der Position des Verteidigers spielt.

## Karriere
Cam York wurde in Anaheim geboren und lief dort für die Anaheim Jr. Ducks auf, bevor er zur Spielzeit 2015/16 an die prestigeträchtige Privatschule Shattuck-St. Mary’s in Minnesota wechselte. Für deren Eishockeyteams lief er in regionalen High-School-Ligen auf, bevor er zur Saison 2017/18 ins USA Hockey National Team Development Program (NTDP) aufgenommen wurde, die zentrale Talenteschmiede des US-amerikanischen Verbandes USA Hockey. Mit den U17- und U18-Auswahlen des NTDP, die auch als Nachwuchsnationalmannschaften fungieren, nahm der Verteidiger in den folgenden zwei Jahren am Spielbetrieb der United States Hockey League (USHL) teil, der ranghöchsten Juniorenliga des Landes. Dort verzeichnete er in der Spielzeit 2018/19 mit 33 Scorerpunkten in 28 Partien einen Punkteschnitt von über 1,0 pro Spiel. Demzufolge galt er als eines der vielversprechendsten Talente im NHL Entry Draft 2019, in dem ihn letztlich die Philadelphia Flyers an 14. Position berücksichtigten.
Vorerst schrieb sich York jedoch zur Saison 2019/20 an der University of Michigan ein, sodass er fortan mit den Michigan Wolverines in der Big Ten Conference auflief, einer Liga im Spielbetrieb der National Collegiate Athletic Association (NCAA). Als Freshman wurde er ins Big Ten All-Rookie Team gewählt, bevor er in der Spielzeit 2020/21 nach 20 Punkten in 24 Einsätzen zum Defensivspieler des Jahres der Liga gewählt wurde. Darüber hinaus berücksichtigte man ihn im Big Ten First All-Star Team. Wenig später unterzeichnete er im März 2021 einen Einstiegsvertrag bei den Philadelphia Flyers.
In der Organisation der Flyers kam York vorerst bei den Lehigh Valley Phantoms zum Einsatz, dem Farmteam aus der American Hockey League (AHL). Im Mai 2021 kam er auch zu seinem Debüt für Philadelphia in der National Hockey League (NHL), wo er über die nächsten zwei Spielzeiten hinweg zunehmend Einsatzzeit erhielt, jedoch weiterhin regelmäßig in der AHL auf dem Eis stand. Zudem vertrat er die Phantoms 2023 beim AHL All-Star Classic. Nachdem er im Juli 2023 einen neuen Zweijahresvertrag bei den Flyers unterzeichnet hatte, etablierte sich der US-Amerikaner zur Saison 2023/24 in deren NHL-Aufgebot.

### International
Im internationalen Bereich debütierte York bei der World U-17 Hockey Challenge 2017 und gewann dort mit der US-amerikanischen Auswahl die Goldmedaille. Im U18-Bereich folgte eine Silber- und eine Bronzemedaille bei den U18-Weltmeisterschaften 2018 und 2019, wobei der Verteidiger jeweils im All-Star-Team des Turniers berücksichtigt wurde. Mit der US-amerikanischen U20-Nationalmannschaft nahm er anschließend an den U20-Weltmeisterschaften 2020 und 2021 teil. Dort führte er die Auswahl seines Heimatlandes, nach einem sechsten Platz 2020, als Kapitän zum Gewinn des Weltmeistertitels im Jahre 2021.

## Erfolge und Auszeichnungen
- 2020 Big Ten All-Rookie Team
- 2021 Defensivspieler des Jahres der Big Ten
- 2021 Big Ten First All-Star Team
- 2023 Teilnahme am AHL All-Star Classic

### International
| - 2017 Goldmedaille bei der World U-17 Hockey Challenge - 2018 Silbermedaille bei der U18-Weltmeisterschaft - 2018 All-Star-Team der U18-Weltmeisterschaft | - 2019 Bronzemedaille bei der U18-Weltmeisterschaft - 2019 All-Star-Team der U18-Weltmeisterschaft - 2021 Goldmedaille bei der U20-Weltmeisterschaft |

## Karrierestatistik
Stand: Ende der Saison 2024/25

### International
Vertrat die USA bei:
| - World U-17 Hockey Challenge 2017 - U18-Weltmeisterschaft 2018 - U18-Weltmeisterschaft 2019 | - U20-Weltmeisterschaft 2020 - U20-Weltmeisterschaft 2021 |

(Legende zur Spielerstatistik: Sp oder GP = absolvierte Spiele; T oder G = erzielte Tore; V oder A = erzielte Assists; Pkt oder Pts = erzielte Scorerpunkte; SM oder PIM = erhaltene Strafminuten; +/− = Plus/Minus-Bilanz; PP = erzielte Überzahltore; SH = erzielte Unterzahltore; GW = erzielte Siegtore; 1 Play-downs/Relegation; Kursiv: Statistik nicht vollständig)